# Springdale (Pennsylvanie)
Pour les articles homonymes, voir Springdale.
Springdale est un borough du comté d'Allegheny, en Pennsylvanie (États-Unis). Il est situé à environ 29 km au nord-est de Pittsburgh, le long de la rivière Allegheny. On y compte 3 405 habitants d'après le recensement des États-Unis de 2010.
D'après le bureau du recensement des États-Unis, la localité couvre une superficie de 2,85 km2.